# アレクサンドル・ベノワ
アレクサンドル・ニコラーエヴィチ・ベヌア（Алекса́ндр Никола́евич Бенуа́, 1870年5月3日 サンクトペテルブルク – 1960年2月9日 パリ）はフランス系ロシア人の美術家・舞台デザイナー。20世紀初頭のロシア画壇において「芸術世界」の同人として活躍するかたわら、セルゲイ・ディアギレフのロシア・バレエ団に随行してその舞台美術を担当し、その後のモダン・バレエのあり方に将来的な影響を与えた。

## 人物
父ニコライと兄レオンチーは建築家で、弟アリベルトと姪ジナイーダ・セレブリャコワも画家という芸術家一家に生れる。母親カミッラは旧姓カヴォスといい、マリインスキー劇場の設計者の娘であり、兄レオンチーの孫は名優ピーター・ユスティノフである。アレクサンドル自身はもともと芸術に生涯を捧げる意向はなく、ペテルブルク大学で法学を専攻した。だが卒業から3年後にヴェルサイユ滞在中に、「ルイ14世の最後の園遊会」と題した水彩画シリーズを描く。これらは1897年にトレチャコフ美術館に展示されると、ディアギレフやレオン・バクストの注目を集めるきっかけとなった。この3人が協同して文芸雑誌『芸術世界』を創刊し、画壇においてロシア象徴主義運動を追究するとともに、アールヌーヴォー運動をロシアに広めようとした。
20世紀初めの10年間にべヌアは、『芸術世界』の編集を続けるかたわら、学術的な関心を究めてもいた。19世紀のロシア美術や、ツァールスコエ・セローについていくつかの研究論文を作成して出版している。1903年に、プーシキンの『青銅の騎士』の挿絵を発表し、挿絵画家として一つの頂点を極めたと認められる。1918年から1926年までエルミタージュ美術館の展示室「過去の画伯」の管理者となり、そこで兄レオンチーが義父から相続したレオナルド・ダ・ヴィンチの（「ベノワのマドンナ」というあだ名で知られる）聖母子像を保管した。
1901年にべヌアはマリインスキー劇場の舞台監督に任命される。それ以降は舞台のデザインや装飾に多くの時間を捧げた。なかでも《レ・シルフィード》（1909年）や《ジゼル》（1910年）、《ペトルーシュカ》（1911年）は、最大の成功作に数えられている。主にディアギレフのバレエ・リュスで働いたが、同時にモスクワ芸術劇場や、ヨーロッパのその他の著名な劇場とも協力関係を築いていた。
1955年に『回想録』が（上・下巻に分冊されて）出版されている。

## 参考資料
- Katerina Clark, Petersburg: Crucible of the Cultural Revolution (Cambridge, MA, 1995).
- John E. Bowlt, The Silver Age: Russian Art of the Early Twentieth Century and the “World of Art” Group (Newtonville, MA, 1982).
- Janet Kennedy, The Mir Iskusstva Group and Russian Art, 1898-1912 (New York, 1978).
- Sergei Makovskii, Stranitsy khudozhestvennoi kritiki – Kniga vtoraia: Sovremennye Russkie khudozhniki (Petersburg, 1909).
- Gregory Stroud, Retrospective Revolution: A History of Time and Memory in Urban Russia, 1903-1923 (Urbana-Champaign, 2006).